# Cratère Pilot
Le Pilot crater est un cratère d'impact situé au Canada, dans les Territoires du Nord-Ouest, tout juste au nord de la frontière avec l'Alberta, à environ 54 km de Fort Smith. D'un diamètre de 6 km, son âge est estimé à 445 ± 2 millions d'années.
L'impact météoritique à son origine est un fragment d'astéroïde d'environ 200 km de diamètre qui est sorti de la ceinture d'astéroïdes, il y a de cela 470 millions d'années
Le cratère d'impact Pilot a été découvert en 1965. Le cratère est nommé ainsi puisqu'il servait de repère pour les pilotes d'hydravions
Le cratère contient le lac Pilot Lake, d'une superficie de 43 km2 d'une profondeur maximale de 90 m. On y retrouve les espèces de poissons Salvelinus namaycush, grand brochet, coregoninae et doré jaune, ce qui en fait une attraction de pêche estivale.